# Randsfjorden
El Randfjorden (literalment fiord de Rand, anomenat també llac Randfjorden) és un important llac d'aigua dolça de Noruega, que amb 139,23 km² és el quart més gran del país. El llac està situat a 135 msnm, té una profunditat màxima de 120 metres i el seu volum es calcula en 7,31 km³. Administrativament, el llac es troba al comtat d'Oppland i limita amb els municipis de Gran, Jevnaker, Nordre Land i Søndre Land als districtes de Land i Hadeland.
El llac es va formar per una profunda glacera, el que explica la seva forma allargada i estreta alineada aproximadament en direcció nord-sud i que aconsegueix els 77 km de longitud. La seva forma allargada fa que se l'anomeni fiord. El llac és alimentat per diversos rius, sent els més importants l'Etna i el Dokka, i desguassa a través del riu Randselva.
Per les seves ribes discorren les carreteres RV 245 (Westufer) i RV 34 i RV 240. En època moderna, s'han construït molts camps de golf a la vora del llac. Hi ha una connexió per ferri per cotxes entre Horn,al costat oriental, i Tangen, en l'occidental, que és l'última connexió ferri-cotxe que opera regularment en un llac interior.
Els rius Etna i Dokka formen en arribar al llac un ampli delta que està protegit com a Reserva Natural Delta del Dokka, designat com lloc Ramsar per la seva gran riquesa biològica i especialment a l'avifauna.

## Història
L'autor medieval islandès Snorri Sturluson escriu a la seva Heimskringla documenta que en Halfdan el Negre, pare d'en Haraldr Hàrfagri, el primer rei de Noruega, travessava el llac glaçat mentre tornava a casa tornant d'una visita a l'Hadeland. Ho feia en trineu estirat per un cavall. El glaç va cedir sota el seu pes, va caure dins l'aigua gelada del llac (la capa de glaç havia quedat afeblida pels fems de bestiar després que els fems, rescalfats pel sol de la primavera, haguessin fet minvar la gruixa del glaç) i s'hi va anegar.

## Etimologia
La forma en nòrdic antic del nom era només Rönd (Rǫnd), derivada de la paraula rǫnd que significa "franja, vora" (referint-se a la forma llarga i estreta del llac). L'últim element -fjorden (la forma definida de fiord) és una addició posterior, documentada per primera vegada el 1691.